# Álbuns número um na Billboard 200 em 2006

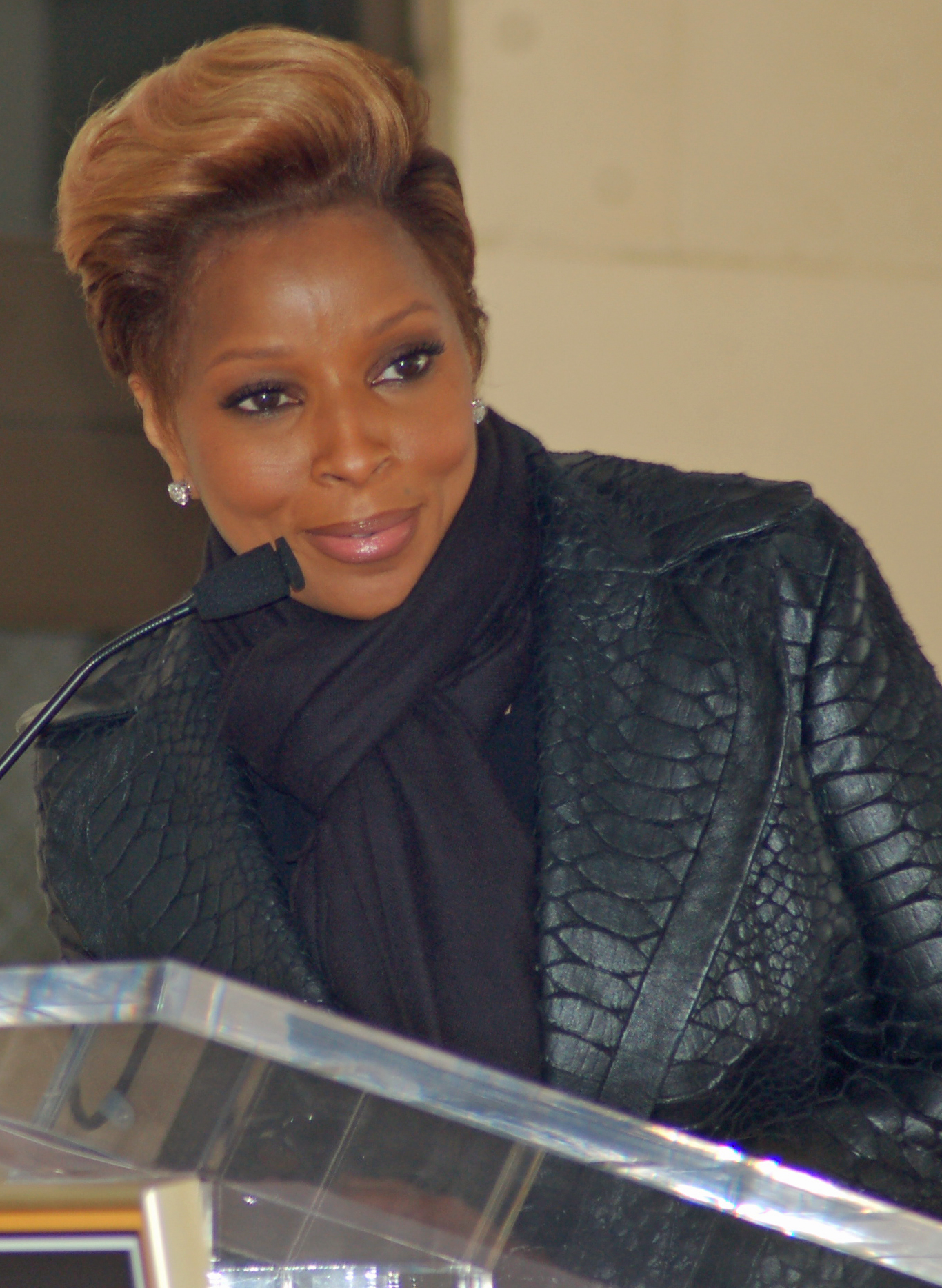
A cantora Mary J. Blige foi a artista que registrou o maior número de vendas em uma única semana, além de ficar por duas semanas não-consecutivas em primeiro lugar.

Este anexo lista os álbuns que alcançaram a primeira posição da Billboard 200 no ano de 2006. Esses dados são compilados pela Nielsen Soundscan, com base nas vendas físicas e digitais dos álbuns a cada semana, nos Estados Unidos, e publicados pela revista Billboard.
O ano de 2006 começou com a cantora Mary J. Blige no topo, com seu álbum The Breakthrough atingindo vendagem de 727 mil cópias naquela semana. Além de ter alcançado a maior vendagem durante uma única semana em todo o resto do ano, ela ainda ficou por duas semanas não consecutivas no número um na parada. A vendagem dela foi seguida pela banda de música country Rascal Flatts, cujo disco de inéditas Me and My Gang, teve 722 mil exemplares comercializados, ficando por 3 semanas consecutivas no primeiro lugar na Billboard 200. A série de coletâneas Now That's What I Call Music! teve dois álbuns entre os mais vendidos nos Estados Unidos, o Now 22 e o Now 23.
As trilhas sonoras também estiveram presentes na Billboard 200 em 2006. O álbum contendo as canções do filme musical High School Musical ficou por uma semana no topo da parada, com pouco mais de 100 mil cópias vendidas. A trilha-sonora do seriado Hannah Montana também alcançou no topo do ranking. T.I., Red Hot Chili Peppers, Dixie Chicks, Justin Timberlake e Jay-Z também obtiveram vendagens expressivas em 2006.

## História da parada
.

| Data            | Álbum                                                  | Artista(s)            | Vendas aproximadas | Ref.   |
| --------------- | ------------------------------------------------------ | --------------------- | ------------------ | ------ |
| 7 de janeiro    | The Breakthrough                                       | Mary J. Blige         | 727 mil            | [ 2 ]  |
| 14 de janeiro   | Unpredictable                                          | Jamie Foxx            | 200 mil            | [ 3 ]  |
| 21 de janeiro   | Unpredictable                                          | Jamie Foxx            | 131 mil            | [ 4 ]  |
| 28 de janeiro   | The Breakthrough                                       | Mary J. Blige         | 118 mil            | [ 5 ]  |
| 4 de janeiro    | Unpredictable                                          | Jamie Foxx            | 97 mil             | [ 6 ]  |
| 11 de fevereiro | Ancora                                                 | Il Divo               | 156 mil            | [ 7 ]  |
| 18 de fevereiro | The Greatest Songs of the Fifties                      | Barry Manilow         | 156 mil            | [ 8 ]  |
| 25 de fevereiro | Sing-A-Longs and Lullabies for the Film Curious George | Jack Johnson          | 163 mil            | [ 9 ]  |
| 4 de março      | Ghetto Classics                                        | Jaheim                | 152 mil            | [ 10 ] |
| 11 de março     | High School Musical                                    | Trilha sonora         | 101 mil            | [ 11 ] |
| 18 de março     | In My Own Words                                        | Ne-Yo                 | 301 mil            | [ 12 ] |
| 25 de março     | Reality Check                                          | Juvenile              | 174 mil            | [ 13 ] |
| 1 de abril      | High School Musical                                    | Trilha sonora         | 142 mil            | [ 14 ] |
| 8 de abril      | 3121                                                   | Prince                | 183 mil            | [ 15 ] |
| 15 de abril     | King                                                   | T.I.                  | 522 mil            | [ 16 ] |
| 22 de abril     | Me and My Gang                                         | Rascal Flatts         | 722 mil            | [ 17 ] |
| 29 de abril     | Me and My Gang                                         | Rascal Flatts         | 345 mil            | [ 18 ] |
| 6 de maio       | Me and My Gang                                         | Rascal Flatts         | 143 mil            | [ 19 ] |
| 13 de maio      | IV                                                     | Godsmack              | 211 mil            | [ 20 ] |
| 20 de maio      | 10,000 Days                                            | Tool                  | 564 mil            | [ 21 ] |
| 27 de maio      | Stadium Arcadium                                       | Red Hot Chili Peppers | 442 mil            | [ 22 ] |
| 3 de junho      | Stadium Arcadium                                       | Red Hot Chili Peppers | 157 mil            | [ 23 ] |
| 10 de junho     | Taking the Long Way                                    | Dixie Chicks          | 526 mil            | [ 24 ] |
| 17 de junho     | Taking the Long Way                                    | Dixie Chicks          | 271 mil            | [ 25 ] |
| 24 de junho     | Decemberunderground                                    | AFI                   | 182 mil            | [ 26 ] |
| 1 de julho      | The Big Bang                                           | Busta Rhymes          | 209 mil            | [ 27 ] |
| 8 de julho      | Loose                                                  | Nelly Furtado         | 219 mil            | [ 28 ] |
| 15 de julho     | Testimony: Vol. 1, Life & Relationship                 | India.Arie            | 161 mil            | [ 29 ] |
| 22 de julho     | American V: A Hundred Highways                         | Johnny Cash           | 88 mil             | [ 30 ] |
| 29 de julho     | Now That's What I Call Music! 22                       | Vários artistas       | 398 mil            | [ 31 ] |
| 5 de agosto     | Now That's What I Call Music! 22                       | Vários artistas       | 207 mil            | [ 32 ] |
| 12 de agosto    | LeToya                                                 | LeToya                | 165 mil            | [ 33 ] |
| 19 de agosto    | Now 22                                                 | Vários artistas       | 127 mil            | [ 34 ] |
| 26 de agosto    | Port of Miami                                          | Rick Ross             | 187 mil            | [ 35 ] |
| 2 de setembro   | Back to Basics                                         | Christina Aguilera    | 346 mil            | [ 36 ] |
| 9 de setembro   | Danity Kane                                            | Danity Kane           | 234 mil            | [ 37 ] |
| 16 de setembro  | Modern Times                                           | Bob Dylan             | 192 mil            | [ 38 ] |
| 23 de setembro  | B'Day                                                  | Beyoncé               | 541 mil            | [ 39 ] |
| 30 de setembro  | FutureSex/LoveSounds                                   | Justin Timberlake     | 684 mil            | [ 40 ] |
| 7 de outubro    | FutureSex/LoveSounds                                   | Justin Timberlake     | 217 mil            | [ 41 ] |
| 14 de outubro   | Release Therapy                                        | Ludacris              | 309 mil            | [ 42 ] |
| 21 de outubro   | The Open Door                                          | Evanescence           | 447 mil            | [ 43 ] |
| 28 de outubro   | Still the Same… Great Rock Classics of Our Time        | Rod Stewart           | 184 mil            | [ 44 ] |
| 4 de novembro   | Press Play                                             | Diddy                 | 170 mil            | [ 45 ] |
| 11 de novembro  | Hannah Montana                                         | Trilha sonora         | 281 mil            | [ 46 ] |
| 18 de novembro  | Hannah Montana                                         | Trilha sonora         | 203 mil            | [ 47 ] |
| 25 de novembro  | Now That's What I Call Music! 23                       | Vários artistas       | 337 mil            | [ 48 ] |
| 2 de dezembro   | Doctor's Advocate                                      | The Game              | 358 mil            | [ 49 ] |
| 9 de dezembro   | Kingdom Come                                           | Jay-Z                 | 680 mil            | [ 50 ] |
| 16 de dezembro  | Light Grenades                                         | Incubus               | 165 mil            | [ 51 ] |
| 23 de dezembro  | Ciara: The Evolution                                   | Ciara                 | 338 mil            | [ 52 ] |
| 30 de dezembro  | The Inspiration                                        | Young Jeezy           | 352 mil            | [ 53 ] |